# Hukiv, Cemerivți
Hukiv (în ucraineană Гуків) este localitatea de reședință a comunei Hukiv din raionul Cemerivți, regiunea Hmelnîțkîi, Ucraina.

## Demografie
Componența lingvistică a localității Hukiv
     Ucraineană (98,5%)
     Rusă (1,37%)
     Alte limbi (0,12%)
Conform recensământului din 2001, majoritatea populației localității Hukiv era vorbitoare de ucraineană (98,5%), existând în minoritate și vorbitori de rusă (1,37%).